# Luuk Koelman
Luuk Koelman (Heerlen, 31 augustus 1964) is een Nederlands columnist en blogger.

## Loopbaan
Koelmans carrière als publicist en schrijver begon met het winnen van de debutantenprijs 1995. Dit gemeenschappelijk initiatief van Rank Xerox en Free Media geeft de winnaar de mogelijkheid om een eerste boek uit te geven. Voor Koelman betekende dit dat zijn romandebuut Heb mij lief werd uitgegeven in een oplage van 2000 stuks.
Tevens publiceerde Koelman een aantal door hem als brandbrief gedoopte brieven aan bedrijven en organisaties waar hij onder valse voorwendselen en onder opgaaf van een valse naam reacties probeerde te ontlokken op door hem gesignaleerd onrecht of vermeend rare situaties. Deze brieven kenmerkten zich door absurdistische stellingnamen van de schrijver, maar er werd door het bedrijf of de organisatie desondanks meestal serieus op gereageerd. Bij afdoende reactie werd de correspondentie uiteindelijk gepubliceerd op zijn weblog. Later verschenen enkele van deze brieven ook in boekvorm.
Vanaf 1999 is Koelman columnist bij de gratis krant Metro. In november 2003 schreef hij een omstreden column over een vermeende seksuele relatie tussen Yasser Arafat en Gretta Duisenberg. Hierop deed laatstgenoemde aangifte van belediging tegen Koelman. De zaak die volgde, werd in hoger beroep gewonnen door de columnist.
In 2006 schreef Koelman een half jaar columns voor het weblog GeenStijl. In oktober 2006 dreigde 3FM-dj Ruud de Wild met juridische stappen tegen Geenstijl na een column over hem van de hand van Luuk Koelman. Via advocaat Bram Moszkowicz ontvingen Geenstijl en Koelman een tweetal sommaties tot verwijdering van de artikelen en rectificatie, die vervolgens integraal op de websites van Geenstijl en Koelman werden gezet. Uiteindelijk maakte De Wild zijn dreigementen niet waar.
Tijdens het WK van 2010 had de online versie van het Algemeen Dagblad Nederlanders gezocht die in die landen woonden waar het Nederlands Elftal in de eerste ronde tegen zou spelen. Koelman had onder een valse naam opgegeven dat hij in Japan woonde en een heel scenario neergezet waarbij de Japanse coach door de coach van Nederland, Bert van Marwijk, zou zijn vernederd en op revanche uit was.
Op 8 november 2012 kwam Koelman in het nieuws nadat hij onder de naam Mariska Orbán-de Haas (hoofdredacteur van het Katholiek Nieuwsblad) onder de titel Lieve moeder van Tim Ribberink een column schreef over een 20-jarige jongen die enige dagen daarvoor zelfmoord had gepleegd. Volgens Koelman was dit een satirische weergave van het denken van Orbán-de Haas. De column wekte veel afschuw op en leidde zelfs tot doodsbedreigingen aan het adres van Mariska Orbán-de Haas, die daardoor naar eigen zeggen met haar echtgenoot en kinderen moest onderduiken. De column werd op verzoek van de familie Ribberink door Metro van de website verwijderd.
Behalve voor de Metro schrijft Koelman ook voor Nieuwe Revu, Panorama, Triv' en Webwereld.

## Trivia
- In 2007 won Koelman de publieksprijs 'Beste Schrijver' van Tilburg.[7]